# Emmanuel Frimpong
Emmanuel Frimpong (Acra, Ghana, 10 de enero de 1992) es un exfutbolista ghanés. Jugaba de centrocampista y se retiró en marzo de 2019 tras no acabar de recuperarse de una lesión sufrida años atrás.
En marzo de 2013 debutó con la selección de fútbol de Ghana.

## Trayectoria

### Arsenal
Frimpong firmó con el Arsenal un contrato de nueve años. Comenzó su carrera en la cantera y le ha marcado goles a equipos como el Coventry City y Milton Keynes, entre otros. Fue incluido en el equipo de reserva en 2008. Hizo su debut con la reserva el 5 de octubre de 2009 contra el Chelsea.
El 22 de mayo de 2009, Frimpong jugó la final de la FA Youth Cup ante el Liverpool pero salió lesionado.
Apareció en gran medida en la pretemporada del Arsenal en Austria y recibió elogios de Arsene Wenger por sus actuaciones en la Emirates Cup 2010. "Creo que Frimpong lo ha hecho muy bien. No es muy atacante, pero es un luchador y un ganador."
El 19 de agosto de 2010, Frimpong sufrió una lesión en el ligamento cruzado anterior en las prácticas de entrenamiento y se esperó que esté fuera de seis a nueve meses, prácticamente se perdió toda la temporada 2010/2011.
Después de regresar de la lesión el 17 de junio de 2011, Frimpong afirmó que estaba en conversaciones con los clubes del Cardiff City de Gales y el Charlton Athletic por un acuerdo de préstamo que sea posible, lo que podría darle más continuidad en el campo de juego.

### Wolverhampton
A fines de 2011 fue cedido al Wolverhampton, también de la Premier League. Debutó poco después de su préstamo, ante el Chelsea. Frimpong fue titular pero no pudo evitar la derrota de los 'Wolves' por 2-1.

### Charlton Athletic
Se recuperó de su lesión y alternó en algunos partidos del Arsenal en la temporada 2012/13. El 19 de noviembre de 2012, fue prestado al Charlton Athletic hasta el 1 de enero de 2013.

### Fulham
El 25 de enero de 2013, fue prestado al Fulham hasta el cierre de la campaña.

### Barnsley
El 31 de enero de 2014, último día del mercado invernal,  es vendido de manera definitiva al Barnsley de la Football League Championship inglesa tras no tener oportunidades en el Arsenal.

### Ufa
Al término de la temporada 2014 obtiene la carta de libertad y decide firmar por el Ufa, recién ascendido a la máxima división del fútbol ruso.

## Selección nacional
Fue internacional con la selección de fútbol de Ghana en una ocasión.
Frimpong optó por jugar con la Selección inglesa Sub-16 en el año 2007. En marzo del 2008, Frimpong anotó un gol en el minuto 71 para Inglaterra contra Alemania en el Torneo Internacional de Montaigú para darle una victoria a la Selección inglesa por 1 a 0.
En 2009, Frimpong dijo: "No importa qué, jugaré por Ghana porque al final del día sigo siendo ghanés." En febrero de 2011, Frimpong dijo: "Siempre he dicho a mi familia que si Ghana me llama, personalmente montaré mi propia bicicleta y realizaré un viaje de Inglaterra a Ghana [Para jugar con las Estrellas Negras]".
También fue internacional con la selección de fútbol sub-17 de Inglaterra y también fue llamado a los sub-21. El 6 de septiembre definitivamente se comprometió con Ghana, debutando con la selección mayor el 24 de marzo de 2013 durante la clasificación al Mundial de 2014 frente a Sudán.

## Estadísticas

### Club
Estadísticas actualizadas al 31 de enero de 2014.
| Club                         | Temporada           | Liga     | Liga  | Liga        | Copas nac. | Copas nac. | Copas nac.  | Copas inter. | Copas inter. | Copas inter. | Total    | Total | Total       |
| Club                         | Temporada           | Partidos | Goles | Asistencias | Partidos   | Goles      | Asistencias | Partidos     | Goles        | Asistencias  | Partidos | Goles | Asistencias |
| ---------------------------- | ------------------- | -------- | ----- | ----------- | ---------- | ---------- | ----------- | ------------ | ------------ | ------------ | -------- | ----- | ----------- |
| Arsenal Inglaterra           | 2011/12             | 6        | 0     | 0           | 3          | 0          | 1           | 5            | 0            | 0            | 14       | 0     | 1           |
| Arsenal Inglaterra           | 2012/13             | 0        | 0     | 0           | 2          | 0          | 1           | 0            | 0            | 0            | 2        | 0     | 1           |
| Arsenal Inglaterra           | Total               | 6        | 0     | 0           | 5          | 0          | 2           | 5            | 0            | 0            | 16       | 0     | 2           |
| Wolverhampton Inglaterra     | 2011/12             | 5        | 0     | 1           | 0          | 0          | 0           | -            | -            | -            | 5        | 5     | 1           |
| Wolverhampton Inglaterra     | Total               | 5        | 0     | 1           | 0          | 0          | 0           | 0            | 0            | 0            | 5        | 0     | 1           |
| Charlton Athletic Inglaterra | 2012/13             | 6        | 0     | 0           | 0          | 0          | 0           | -            | -            | -            | 6        | 0     | 0           |
| Charlton Athletic Inglaterra | Total               | 6        | 0     | 0           | 0          | 0          | 0           | 0            | 0            | 0            | 6        | 0     | 0           |
| Fulham Inglaterra            | 2012/13             | 6        | 0     | 1           | 0          | 0          | 0           | -            | -            | -            | 6        | 0     | 1           |
| Fulham Inglaterra            | Total               | 6        | 0     | 1           | 0          | 0          | 0           | 0            | 0            | 0            | 6        | 0     | 1           |
| FC Ufa · Rusia               | 2014/15             | 0        | 0     | 0           | 0          | 0          | 0           | -            | -            | -            | 0        | 0     | 0           |
| Total en su carrera          | Total en su carrera | 23       | 0     | 2           | 5          | 0          | 2           | 5            | 0            | 0            | 33       | 0     | 4           |